# ラファ・ナバーロ
ラファ・ナバーロ（1994年2月24日 - ）はスペインのサッカー選手。ポジションはDF。UDサン・セバスティアン・デ・ロス・レジェス所属。

## 経歴
2013年8月2日、テルセーラ・ディビシオンのCDヘレナに移籍した。しかし1年後には退団したレアル・ベティスに戻った。
2016年9月23日、マラガCF戦でトップチームデビュー。
2018年7月2日、デポルティーボ・アラベスと3年契約を結び、直後にFCソショーに期限付き移籍した。
2020年10月5日、NKイストラ1961に期限付き移籍。その後完全移籍となった。